# Y que Dios nos perdone
Y que Dios nos perdone es el quinto álbum de Los Violadores, lanzado en 1989 por CBS.
El disco cuenta con 9 canciones, y marca el debut de Sergio Vall en la batería, en reemplazo de Sergio Gramática.
"Contra la pared", "Ellos son" y "Aunque se resistan" fueron los temas más difundidos del álbum.

## Lista de temas
Lado A
1. "Contra la pared"
2. "Ellos son"
3. "Morirás nacerás"
4. "Soy tu jinete (T.T. Riders)"

Lado B
1. "Existirás"
2. "Aunque se resistan"
3. "La caída de la luna"
4. "Enemigos"
5. "Vamos a arder a medianoche"

## Formación
- Pil Trafa - voz
- Stuka - guitarra, voz
- Robert "Polaco" Zelazek - bajo
- Sergio Vall - batería